# 伊日·茨尔哈
伊日·茨尔哈（捷克語：Jiří Crha，1950年4月13日—），生于帕尔杜比采，捷克男子冰球运动员。他曾代表捷克斯洛伐克国家队参加1976年冬季奥林匹克运动会冰球比赛，获得一枚银牌。